# دور أب عليا الجديد (بهمئي غرمسيري الشمالي)
دور أب علیا الجدید (بالفارسية: دورآب علیاجدید) هي قرية تقع في إيران في قسم بهمئي غرمسیري الشمالي الريفي. يقدر عدد سكانها بـ 33 نسمة بحسب إحصاء 2016.